# Johann Hermann von Melle
Johann Hermann von Melle (* 11. Januar 1750 in Lübeck; † 1. Juli 1815 ebenda) war ein deutscher Pädagoge und Bibliothekar.

## Leben und Wirken
Von Melle entstammte einer Familie, die am Ende des Mittelalters aus Westphalen nach Lübeck gekommen war und hier seit mehreren Generationen bedeutende Pastoren hervorgebracht hatte. Sein Urgroßvater war der Hauptpastor, Senior des Geistlichen Ministeriums und Universalgelehrte Jacob von Melle, sein Großvater Samuel Gerhard von Melle war Archidiaconus (2. Pastor) an St. Aegidien und sein Vater Johann Jacob von Melle (1721–1752) Archidiaconus an St. Jakobi.
Nach dem Besuch des Katharineums und dem Studium der Theologie wurde von Melle am 15. März 1777 zum Schulcollegen am Katharineum erwählt. Er lehrte hier bis 1801, als er, wohl im Zusammenhang mit der Reform der Schule durch den Direktor Friedrich Daniel Behn, 1801 quiescirt, also in den Ruhestand versetzt wurde. Nach seiner Versetzung in den Ruhestand wurde er zum Subbibliothekar der Lübecker Stadtbibliothek ernannt, deren formelle Leitung dem 3. Professor des Katharineums anvertraut war; dieses war ab 1806 Friedrich Herrmann. Von Melle wirkte als erster gewissermaßen hauptamtlicher Bibliothekar der Stadtbibliothek bis zu seinem Tod und hat sich um dieselbe sehr verdient gemacht. In seine Amtszeit fiel die Übernahme der Dom-Bibliothek (130 Handschriften und 500 Drucke) als Folge des Reichsdeputationshauptschlusses im Jahr 1804 sowie 1806 die Eingliederung der an das Waisenhaus übergegangenen Bibliothek des Michaeliskonvents der Schwestern vom Gemeinsamen Leben, womit die Stadtbibliothek einen reichen Schatz an mittelniederdeutscher Literatur erhielt. Er erneuerte den Katalog der Stadtbibliothek und entwarf ein systematisches Verzeichnis in fünf Bänden mit einem Namensregister.
Von Melle war mit Catharina Dorothea, geb. Schreve verheiratet, einer Tochter des Kaufmanns Johann Peter Schreve. Das Paar hatte sechs Kinder, von denen der Älteste, Johann Carl Joseph von Melle (1782–1860), später Pastor an St. Lorenz wurde. Über dessen Tochter Dorothea Euphrosine Mathilde (1822–1863) war er der Urgroßvater von Emil Possehl. Sein anderer Sohn Theodor von Melle (1788–1850) wurde Kaufmann in Hamburg. Über ihn wurde Johann Hermann von Melle der Großvater von Emil von Melle und Urgroßvater von Werner von Melle.

## Schriften
- De meritis quorundam praesulum Lubecensium in hymnos publicos historicum. 1771
- Das Ende Pauli, des treuen Lehrers: eine Predigt. 1774
- Gottes Führungen aus Jes. 48, 17 erwiesen und der Verbindung einer geliebten Tante mit einem würdigen Freunde gewidmet. 1778
- Chr. Wilh. Lüdekens kurze Erläuterung einiger Schriftsiellen aus der Natur und den Sitten des Orients, noch zuverlässigen und mehrentneils eignen Beobachtungen. Aus dem Lateinischen überseht und mit Anmerkungen begleitet. Lübeck 1778
- Triumphus fidei versibus hexametris descriptus: cantus primus. 1779
- Ausführliche Nachricht von dem Leben und Charakter des Doctor Samuel Pomarius eines in der letzten Hälfte des vorigen Jahrhunderts berühmt gewesenen Gottesgelehrten. Lübeck: Iversen

Band 1 1784 (Digitalisat der Bayerischen Staatsbibliothek)
Band 2 1787
Band 3 1790 (Digitalisat der Bayerischen Staatsbibliothek)
- Bibliotheca Overbeckiana: seu catalogus librorum in theologia, philosophia, antiquitatibus ac historia ... : quos magno olim studio comparavit sibi J. D. Overbeckius ... nunc ... MDCCCIII publicae licitationi exponet G. F. J. Römhild. 1803
- Typographische Monumente und Handschriften der ehemaligen Domstifts-Bibliothek zu Lübeck, mit kurzen Bemerkungen, verzeichnet von J. H. v. Melle... Lübeck: G. F. J. Römhild 1807

1. Theologisches Fach (mehr nicht erschienen?) Digitalisat, Bayerische Staatsbibliothek
- Bugenhagen in Lübeck I. II., Manuskript, Stadtbibliothek Lübeck, Ms. Lub. 4° 211 (Digitalisat)